# 编译器递归测试
编译器递归测试，是一種由计算机科学家高德纳提出，用來评价ALGOL 60编程语言实现的手段。该测试的目的是识别出能够正确实现“递归和非本地引用”的编译器。 
目前只有少数的ALGOL 60解释器能够正确处理递归和非本地引用，所以我认为設計一段小程序去测试编译器的递归功能是有价值的。因此我写了這段简单的代码，以便区分“年幼的”编译器和“成熟的”编译器。 - 高德纳

## Knuth的例子
```
begin

    
real
 
procedure
 
A
(
k
,
 
x1
,
 
x2
,
 
x3
,
 
x4
,
 
x5
)
;

    
value
 
k
;
 
integer
 
k
;

    
real
 
x1
,
 
x2
,
 
x3
,
 
x4
,
 
x5
;

    
begin

        
real
 
procedure
 
B
;

        
begin

            
k
 
:=
 
k
 
-
 
1
;

            
B
 
:=
 
A
 
:=
 
A
(
k
,
 
B
,
 
x1
,
 
x2
,
 
x3
,
 
x4
)

        
end
;

        
if
 
k
 
≤
 
0
 
then
 
A
 
:=
 
x4
 
+
 
x5
 
else
 
B

    
end
;

    
outreal
(
1
,
 
A
(
10
,
 
1
,
 
-
1
,
 
-
1
,
 
1
,
 
0
))

end

```

这将形成一棵由B调用帧组成的调用树，包含了每一B调用帧和嵌套的A调用帧，每一帧均含有相应B调用产生时的k值副本。试图在纸上演算出最后结果可能是徒劳的，在原文中高德纳推测答案是-121，但正确的结果是-67，
附录里有一篇由查尔斯H林赛审校的论文，其中包含一个带有不同初始值的表格。
对于较大的k值，即使是现代计算机也会很快用完所有堆栈空间。
| (k) | 0 | 1 | 2  | 3 | 4 | 5 | 6 | 7  | 8   | 9   | 10  | 11   | 12   | 13   | 14    | 15    | 16    | 17     | 18     | 19     | 20      | 21      | 22      | 23       | 24       | 25       |
| A   | 1 | 0 | -2 | 0 | 1 | 0 | 1 | -1 | -10 | -30 | -67 | -138 | -291 | -642 | -1446 | -3250 | -7244 | -16065 | -35601 | -78985 | -175416 | -389695 | -865609 | -1922362 | -4268854 | -9479595 |

### 说明
在这个程序中，有三个ALGOL特性是编译器中比较难正确实现的：
1. 嵌套函数定义  ：由于B 是在A 的函数体中实现，B 的函数体就有权限访问A 的局部变量——例如最明显的k 值，以及x1,x2,x3,x4,x5 。这对于ALGOL的后继语言Pascal来说是非常简单的，但在其他主要的ALGOL后继语言是不可能实现的，例如C语言（但C语言具有取地址操作符&，可以向任意函数传递局部变量的地址，所以这是可以换种方式实现的）
2. 函数引用  ：在递归函数调用A(k,B,x1,x2,x3,x4)中的B 不是对B的调用，而是对B 的引用，只有像x4 或x5 一样出现在语句A:=x4+x5中时才会真正调用B 。与前述迥异，这在C语言中是非常容易实现的，但在多个Pascal的實作版本中是不可能完成的（尽管ISO 7185标准已经支持函数作为参数）。其实只需要将引用的函数集在前文中声明（此例中只有B），就可以变相实现了。
3. 常数/函数的二元论  ：A中的X1-X5 可能是数值常量或函数  B  的引用，为此，表达式 X4 + X5必须能够处理这两种情况，犹如x4 和X5的 被实际参数所取代一样。（ 按名调用 ）。相比起动态类型语言，对于静态类型语言而言这可能是更棘手的问题。标准的解决办法是对A 函数的主调用重新解释 常数1，0，-1，把它们看作是返回1、0、-1的不带参数的函数 。

所有这些都不是该测试的主要意义，他们仅仅是测试的先决条件。该测试的真正意义在于能否将对B函数的另一个引用定位到正确的B的实例上去——另一个同样能够同样访问到本地的A的引用。一个所谓的“男孩”编译器，（可能）会使得B总是访问最顶层的A调用帧。